# Charley Grapewin
Charley Grapewin, född 20 december 1869 i Xenia, Ohio, död 2 februari 1956 i Corona, Kalifornien, var en amerikansk skådespelare. Grapewin medverkade i över 100 filmer. Bland notabla roller kan nämnas farbror Henry i Trollkarlen från Oz (1939), och som farfar i Vredens druvor (1940).

## Filmografi
- 1932 – Hårda viljor
- 1934 – Anne på Grönkulla
- 1935 – Vid 19 år
- 1936 – Den förstenade skogen
- 1936 – Situationens herre
- 1936 – Storstaden lockar
- 1937 – A Family Affair
- 1937 – Havets hjältar
- 1939 – Trollkarlen från Oz
- 1940 – Vredens druvor
- 1940 – Nattens vargar
- 1941 – De dog med stövlarna på
- 1941 – Deras hela värld
- 1944 – Smekmånad på prov